# Taufbecher

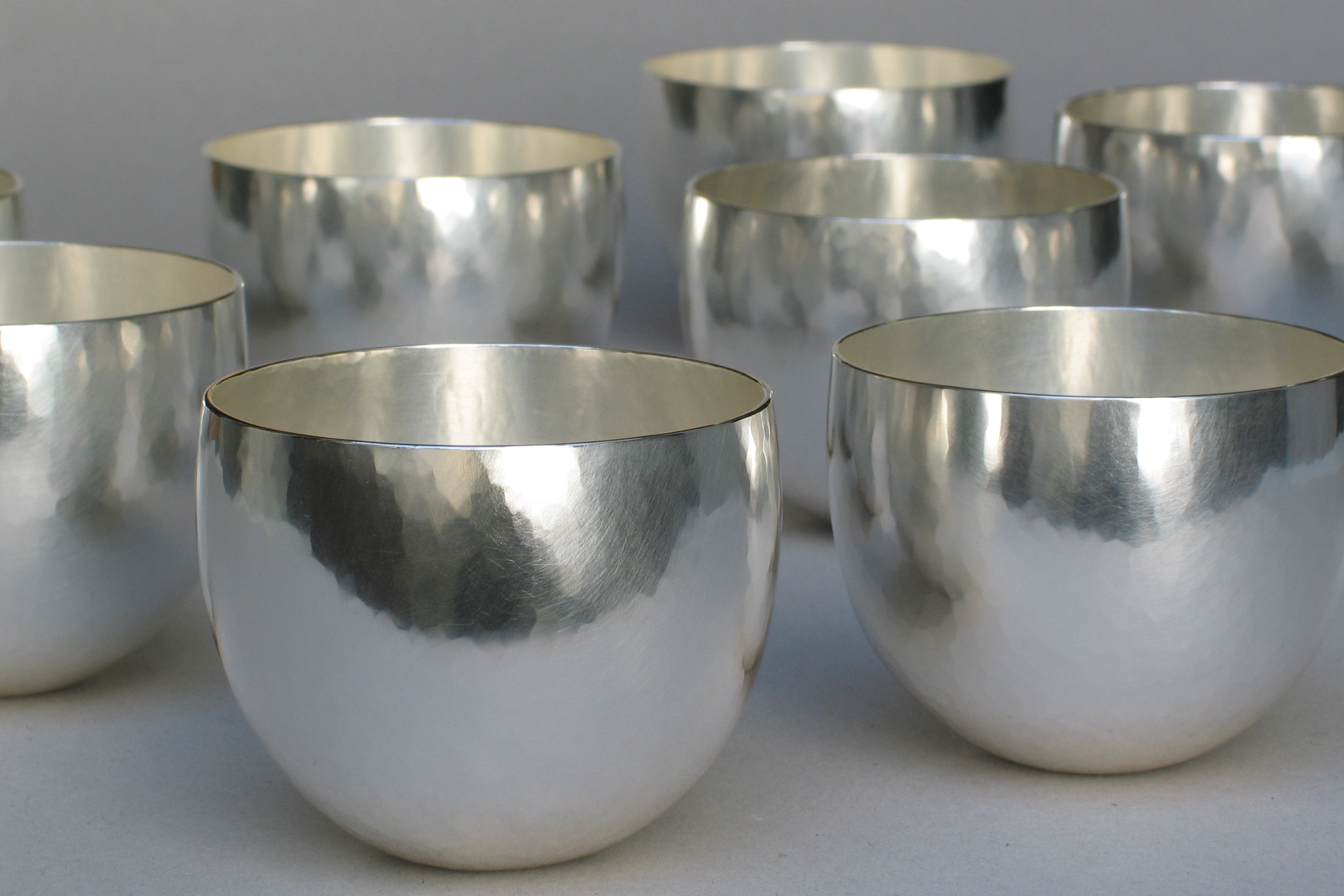
Taufbecher von Micha Peteler, Silberschmied. Von Hand geschmiedet und aufgezogen, mit Materialstärkenverlauf vom schweren Boden zum leichteren Trinkrand, Silber 935/000, ca. 145 g, Abmessungen variieren leicht, Höhe ca. 58 mm, Durchmesser ca. 72 mm

Ein Taufbecher ist ein Trinkgefäß, das als Geschenk für den Täufling übergeben wird. Heute handelt es sich meistens um einen versilberten oder silbernen Becher. Dieser kann schlicht oder mit dezenten Verzierungen versehen sein. Auch die Gravur von Leitspruch, Taufnamen oder Initialen des Täuflings sind üblich. Ist das Geburtsdatum eingraviert, so befindet es sich meistens am Becherboden.
Der Taufbecher ist ein beliebtes Patengeschenk, das den Täufling durch das ganze Leben begleiten soll. Das Gefäß symbolisiert die Reinheit und die Unschuld. Es ist ein Hinweis auf die reinigende und lebenspendende Bedeutung des Wassers und in diesem Zusammenhang eine Anspielung auf das Wasser der heiligen Handlung der Taufe. In Salzburg wurde darin das Taufwasser aufbewahrt, bis das Kind selbst in der Lage war, zu beten.
Verbreitet waren Taufbecher im 19. Jahrhundert in westdeutschen Weinbaugebieten (Rheingau, Rheinhessen, Pfalz, Baden), aber auch aus Bayern und aus Westfalen sind historische Taufbecher bekannt.